# Lars Hesselholt
Lars Hesselholt (* 25. September 1966 in Vejrumbro, Dänemark) ist ein dänischer Mathematiker, der sich mit algebraischer Topologie, algebraischer K-Theorie und p-adischer arithmetischer Geometrie befasst.

## Leben
Hesselholt studierte Mathematik an der Universität Aarhus mit dem Abschluss 1992 und der Promotion 1994 bei Ib Madsen (Topological cyclic homology). Als Post-Doktorand war er am Mittag-Leffler-Institut und 1994 bis 1997 Moore-Instructor am Massachusetts Institute of Technology, an dem er 1997 Assistant Professor und 2001 Associate Professor wurde. Seit 2008 ist er Professor an der Universität Nagoya (und damit der erste westliche Mathematiker mit einem Lehrstuhl in Japan).
Außerdem ist er 2013 bis 2018 Niels Bohr Gastprofessor an der Universität Kopenhagen. Er war Gastprofessor an der Princeton University (1997/98), in Rennes, am Institut Henri Poincaré.  1998 war er Sloan Research Fellow und 2011 bis 2016 der Japan Society for the Promotion of Science. 2014 ist er Clay Senior Scholar.
Hesselholt wandte die von Madsen, M. Bökstedt, W. C. Hsiang (1993) und T. G. Goodwillie (1986) in die algebraische K-Theorie eingeführten Spur-Methoden (topologische Analoga von Hochschild- und Zyklischer-Homologie) für Berechnungen in der K-Theorie an und verifizierte unter anderem mit Madsen einige Spezialfälle der Quillen-Lichtenbaum-Vermutung.
2002 war er Invited Speaker auf dem Internationalen Mathematikerkongress in Peking (Algebraic K-theory and trace invariants). 2012 wurde er Mitglied der Königlich Dänischen Akademie der Wissenschaften. Er ist Fellow der American Mathematical Society.
Er ist Herausgeber des Nagoya Mathematical Journal.
Hesselholt ist mit einer Japanerin verheiratet.

## Schriften
- On the {\displaystyle p}-typical curves in Quillen’s {\displaystyle K}-theory. In: Acta Mathematica. Band 177, Nr. 1, 1996, S. 1–53, doi:10.1007/BF02392597.
- mit Ib Madsen: On the {\displaystyle K}-theory of finite algebras over Witt vectors of perfect fields. In: Topology. Band 36, Nr. 1, 1997, S. 29–101, doi:10.1016/0040-9383(96)00003-1.
- mit Ib Madsen: Cyclic polytopes and the {\displaystyle K}-theory of truncated polynomial algebras. In: Inventiones Mathematicae. Band 130, Nr. 1, 1997, S. 73–97, doi:10.1007/s002220050178.
- mit Ib Madsen: On the {\displaystyle K}-theory of local fields. In: Annals of Mathematics. Serie 2, Bd. 158, Nr. 1, 2003, S. 1–113, JSTOR:3597154.
- mit Thomas Geisser: Bi-relative algebraic {\displaystyle K}-theory and topological cyclic homology. In: Inventiones Mathematicae. Band 166, Nr. 2, 2006, S. 359–395, doi:10.1007/s00222-006-0515-y.
- mit Thomas Geisser: The de Rham-Witt complex and {\displaystyle p}-adic vanishing cycles. In: Journal of the American Mathematical Society. Band 19, Nr. 1, 2006, S. 1–36, JSTOR:20161268.